# Jalilabade
Jalilabade (em azeri: Jälilabad) é uma cidade do Azerbaijão.